# 환경예술

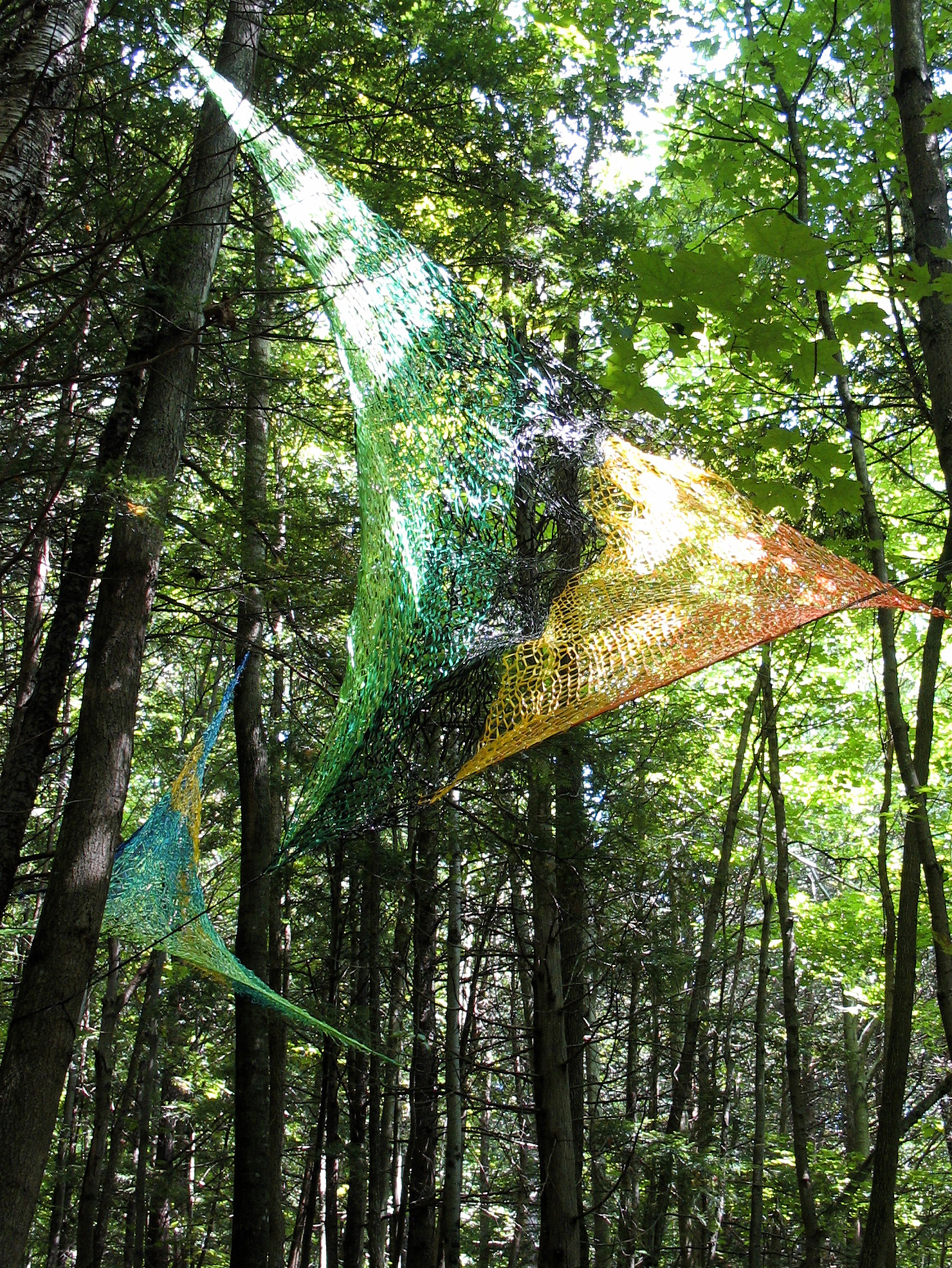
2010년 퀘벡. Edith Meusnier, Artefact, Bois de Belle Rivière.

환경예술(環境藝術, environmental art)은 작품을 그 자체로서 독립된 완성체로 생각지 않고 항상 주변환경과의 관계를 불가결한 것으로 생각하는 경향을 말한다. 이 용어는 종종 생태학적 문제를 포괄하지만 특정적으로 그런 것은 아니다. 과학과 철학의 아이디어를 수용하고 주로 천연재료를 활용해 '예술가와 자연간의 연결'을 시도한다. 보는 자를 몰입시키는 폴록 등의 전후(戰後) 미국회화, 액션(action)이나 우연을 취재하는 해프닝 등에서 그 원류를 엿볼 수 있다. 1960년대 후반의 프라이머리 스트럭처스 등 공업 소재를 사용한 거대한 공간구성이나 새로운 테크놀로지를 도입한 공간적, 시간적 실험을 특히 지칭할 경우가 많다.

## 같이 보기
- 바이오아트
- 환경 운동
- 환경주의
- 대지 예술
- 장소 특정적 미술